# 羲仲
羲仲（?—?），中國上古人物。根據《史記·五帝本紀》、《尚書·堯典》記載，羲仲是堯的大臣。堯命他居住在嵎夷（郁夷）暘谷（今山東日照）。觀察日出，日中（謂晝夜等長）觀察朱雀之星宿一，來確定春分。以方便春天的播種。